# Forças Democráticas Aliadas

Bandeira do grupo.

As Forças Democráticas Aliadas (em francês:  Forces démocratiques alliées) são um grupo armado islamista que opera no Uganda e na República Democrática do Congo (RDC), sendo considerada uma organização terrorista pelo governo ugandense.  Foi originalmente baseada no oeste do Uganda, mas se expandiu para a vizinha República Democrática do Congo. É considerado o mais violento dos grupos que ronda a região leste da República Democrática do Congo, rica em minérios. Observadores contam as mortes causadas pelo FDA na casa dos milhares apenas na década de 2010.
Desde o final da década de 1990, as Forças Democráticas Aliadas tem operado na província congolesa de Kivu do Norte, perto da fronteira com Uganda. Embora as repetidas ofensivas militares contra o grupo o têm afetado severamente, as Forças Democráticas Aliadas têm sido capazes de se regenerar porque seu recrutamento e redes financeiras permaneceram intactas. 

## História
O FDA foi formado em 1995 por uma coalização de grupos armados, incluindo o Exército de Libertação Muçulmana da Uganda e o Exército Nacional de Libertação da Uganda - inicialmente focados em um enfrentamento do governo de Yoweri Museveni. Começou operando no lado ocidental da Uganda, para depois se mover para a República Democrática do Congo. Tinha como liderança Jamil Mukulu, um cristão que se converteu ao islamismo salafista enquanto estudava na Arábia Saudita. Era inicialmente membro do Exército Nacional de Libertação da Uganda, e após a morte do lider dessa organização, em 1995, ele contribuiu na formação do FDA, a partir de organizações que tinham o objetivo comum de fundar um Estado islâmico.  Musa Baluku é o seu  líder atual.
O grupo é notório pelo recrutamento de crianças para o combate, inclusive treinando alguns para operações suicidas. Também criou vinculos com o Estado Islâmico do Iraque e do Levante.
A organização chegou à ser apoiada por alguns Estados da região, como o Sudão, com o interesse de minar o governo de Museveni, e a própria República Democrática do Congo, que tinha interesse em debilitar a influência da Ruanda e Uganda dentro do país. A partir de 2013, porém, o FDA começou à atacar as forças militares congolesas, o que iniciou o conflito entre ambos.